# مكان ديمبيلي
مكان ديمبيلي (بالفرنسية: Makan Dembélé)‏ هو لاعب كرة قدم مالي في مركز الهجوم، ولد في 25 ديسمبر 1986 في باماكو في مالي. لعب مع شبيبة القبائل ونادي أبو مسلم خراسان ونادي شهرداري بندر عباس ونادي غسترش فولاد.